# 丰蒂-迪安热昂
丰蒂-迪安热昂是葡萄牙阿威罗区的一个堂区。总面积9.55平方公里，总人口1245人，人口密度130.4人/平方公里。